# Igor Petrenko

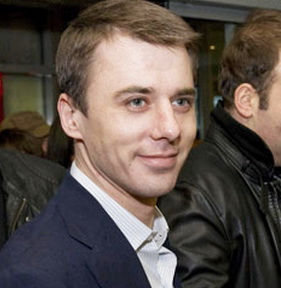
Igor Petrenko (2009).

Igor Petrovitch Petrenko (russe : И́горь Петро́вич Петре́нко), né 23 août 1977 à Potsdam, est un acteur russe. En 2002, il reçoit le prix d'État de la fédération de Russie.

## Biographie
Petrenko naît dans une famille de militaires soviétiques. Son père, Piotr Vladimirovitch Petrenko, est lieutenant colonel et sa mère, Tatiana Anatolievna Petrenko, est traductrice professionnelle. Alors qu'il a trois ans, sa famille déménage à Moscou.
En 2000, il est diplômé de l'École supérieure d'art dramatique Mikhaïl Chtchepkine. Il commence sa carrière d'acteur au Théâtre Maly. La même année, il épouse l'actrice Irina Leonova (en).
En 2004, il épouse l'actrice Ekaterina Klimova, avec laquelle il a deux enfants. Le couple divorce en 2014.

## Filmographie partielle
- 2000 :
  - Perle noire
  - Simples vérités (ru) (série) - Sacha
  - Réflexe conditionné - Roman Zolotov, fils d'un important homme politique
  - La Chambre noire (ru) (télévision, série Cléopâtre)
- 2001 : Fenêtres de Moscou (télévision) - Leonid Terekhov
- 2002 :
  - L'Étoile - le lieutenant Vladimir Travkine
  - Les Willys (télévision) - Igor
- 2003 :
  - La Meilleure Ville du monde (télévision) - Leonid Terekhov, secrétaire du komsomol
  - Carmen (ru) - Sergueï Nikitine, policier
- 2004 :
  - Un chauffeur pour Véra - Victor, le chauffeur
  - Les Péchés des pères (télévision) - Ivan Kalistratov, banquier
  - Cadets (télévision) - le lieutenant Dobrov
  - La Fête du saint patron (ru)
  - Les Chevaliers de l'étoile de mer (télévision)
- 2006 :
  - Un héros de notre temps (télévision) - Grigory Petchorine ; d'après le roman homonyme de Lermontov
  - Wolfhound, l'ultime guerrier - Luchezar
- 2007 Quand tu ne l'attends pas du tout - Dmitry Klimov, directeur d'une agence immobilière
- 2009 :
  - Toi aussi, Brutus !? Histoire mondiale de la trahison (ru)
  - Crème (télévision) - Rouslan Boulavine
  - Tarass Boulba - André, le fils de Tarass Boulba
  - Réalité interdite (ru) - Matveï Sobolev
- 2010 :
  - Nous sommes du futur 2 - Sergueï Filatov, "Borman"
  - Сказка. Есть (ru)
  - À chacun sa guerre - Boris
  - Retraité 2: nous n'abandonnons pas les nôtres - Viktor Zimine
  - Robinson (télévision) - Alexander Robertson
- 2011 :
  - "Kedr" perce le ciel - Sergueï Lykov
  - Pacha le bienheureux (TV series) - Pavel Goloubev
  - À chacun sa guerre (série TV) - Boris Krokhine
  - Séparation - Alexeï Mitrokhine
- 2012 :
  - Rêves de pâte à modeler - Boris
- 2013 :
  - Sherlock Holmes (télévision) - Sherlock Holmes / Mycroft Holmes
  - Sept désirs importants - Anton Tsvetkov, chirurgien
  - Blizzard
  - Boulag - Sergueï
  - Chérie - Igor Sokolov (dit le Faucon), capitaine de la police
  - Regarde en arrière (court métrage)
  - Papa à louer - Ilya Solomatine
- 2014 :
  - Annulation de toutes restrictions (télévision) - Alexandre Morozov
  - Le Dernier Janissaire (ru) (télévision) - Ermolaï, le cosaque
- 2015 :
  - L'Alchimiste. L'élixir de Faust (télévision) - Andreï Nebelski, chimiste
  - Comment obtenir une femme - le directeur du magasin de fleurs
  - Non juridictionnels - Andreï Voronov, officier du KGB
  - Le Secret de la reine des neiges - Van
  - Tamarka (mini-série) - Doubrovsky
- 2016 :
  - Viking - Varyajko
- 2017 :
  - Agents dormants (série télévisée) - Andreï Rodionov, colonel du KGB
- 2019 :
  - Union of Salvation (Союз спасения) de Andreï Kravtchouk, major Baranov
- 2021 :
  - Nebo (Небо) de Igor Kopylov, Oleg Sochnikov
- 2024 : L'Amour de l'Union soviétique (Любовь Советского Союза) de Dmitri Iossifov (ru), Ilia Lededev et Nikita Vyssotski (ru)

## Récompenses
- Nika (2002)
- prix d'État de la fédération de Russie (2002)